# Пуэрто-риканская коммунистическая партия
Пуэрто-риканская Коммунистическая партия (ПКП; исп. Partido Comunista Puertorriqueño) — коммунистическая партия в Пуэрто-Рико, действовавшая с 1934 по 1991 годы.

## История
Основана 23 сентября 1934 на съезде в Понсе на базе коммунистических групп, существовавших в Пуэрто-Рико с начала 1930-х, а также членов профсоюзного объединения «Свободной федерации рабочих». Съезд принял программу, ставившей задачу организации антиимпериалистического и рабочего движения в стране.
Партия выступала за независимость Пуэрто-Рико против иностранного влияния, за что подвергалась преследованиям. В 1935 партия вступила в Коминтерн. ПКП сыграла ведущую роль в создании в 1940 Всеобщей конфедерации рабочих Пуэрто-Рико.
В 1946 на Чрезвычайном съезде был принят устав партии, а в 1954 на 4-м съезде — новая программа.
В 1950-е в результате усиления холодной войны ПКП подверглась жёстким репрессиям, партия фактически была запрещена. Впоследствии партия преодолела последствия репрессий, организовала борьбу против статуса Пуэрто-Рико «как свободно присоединившегося» к США государства, за объединения демократических сил страны. В 1958 ПКП участвовала в основании Движения за независимость (исп. Movimiento Pro Independencia).
ПКП распалась в 1991. Летом 2010 восстановлена под названием Коммунистическая партия Пуэрто-Рико (исп. Partido Comunista de Puerto Rico).

## Генеральные секретари ПКП
- Альберто Санчес
- Рамон Мирабаль (Ramón Mirabal Carrión)[2]
- Феликс Охеда (июнь 1970 - 1976)
- Франклин Иризарри
- Хуан Батиста Перес (на 1987)